# Quatuor Alban-Berg
Le Quatuor Alban-Berg est un quatuor à cordes autrichien de renommée mondiale, fondé à Vienne en 1970.
Les membres du quatuor se sont séparés en juillet 2008, après une tournée d'adieux.
Le quatuor est d'abord sous contrat avec Teldec puis, à partir de 1979, avec EMI.

## Membres
| Période        | 1er violon                                          | 2d violon                               | Alto                                          | Violoncelle                             |
| -------------- | --------------------------------------------------- | --------------------------------------- | --------------------------------------------- | --------------------------------------- |
| De 1971 à 1978 | Günter Pichler (Stradivarius 1710, Guadagnini 1750) | Klaus Maetzl † 2016                     | Hatto Beyerle                                 | Valentin Erben (Matteo Goffriller 1722) |
| De 1978 à 1981 | Günter Pichler (Stradivarius 1710, Guadagnini 1750) | Gerhard Schulz (de) (Stradivarius 1715) | Hatto Beyerle                                 | Valentin Erben (Matteo Goffriller 1722) |
| De 1981 à 2005 | Günter Pichler (Stradivarius 1710, Guadagnini 1750) | Gerhard Schulz (de) (Stradivarius 1715) | Thomas Kakuska (Lorenzo Storioni 1778) † 2005 | Valentin Erben (Matteo Goffriller 1722) |
| De 2005 à 2008 | Günter Pichler (Stradivarius 1710, Guadagnini 1750) | Gerhard Schulz (de) (Stradivarius 1715) | Isabel Charisius (en)                         | Valentin Erben (Matteo Goffriller 1722) |

## Débuts
Le Quatuor Berg a été fondé en 1970 par quatre jeunes professeurs de l'Académie de musique de Vienne. Lors de leur premier concert au Konzerthaus de Vienne le 5 Octobre 1971, la veuve du compositeur Alban Berg accepte que ce jeune quatuor utilise le nom de son mari.

## Carrière
Bien que le répertoire du quatuor soit fortement influencé par la musique viennoise, il s'étend du début du classicisme, romantisme, à la seconde école de Vienne (Alban Berg, Arnold Schönberg et Anton Webern) et embrasse de nombreux compositeurs contemporains.
Les compositeurs Erich Urbanner et Luciano Berio ont affirmé leur reconnaissance au travail du quatuor,.

Avant de commencer leur carrière de concertistes, les quatre musiciens sollicitent Walter Levin (Quatuor LaSalle) pour recevoir son enseignement. Celui-ci les invitera à Cincinnati pendant un an grâce à une bourse allouée par le gouvernement autrichien,.
En Europe, leurs concerts s'organisent sous la forme de cycles annuels passant par le Wiener Konzerthaus de Vienne, le Queen Elizabeth Hall de Londres, le vieil opéra de Francfort, le Théâtre des Champs Elysées à Paris, le Philharmonic Hall de Cologne et l'Opéra de Zurich.

Le quatuor, particulièrement prolifique durant leurs 35 années d'activités, remporte  plus de trente récompenses internationales majeures, dont le Grand Prix du Disque (Musique de Chambre) (en), le prix allemand du disque (de), le Prix Edison (en)...

À la mort de Thomas Kakuska d'un cancer en 2005, le quatuor poursuit encore quelques années son activité grâce à une élève de l’altiste, Isabel Charisius. Après une tournée mondiale d'adieu en juillet 2008, le quatuor Alban Berg met fin à sa carrière.

## Créations
Le répertoire du quatuor à cordes comprend de nombreuses œuvres du XXe siècle. Parmi celles-ci, des œuvres sont écrites pour ou créées par le quatuor Alban Berg (par ordre chronologique):
- Fritz Leitermeyer (de)
- Erich Urbanner (Quatuors n°1 et 4)
- Roman Haubenstock-Ramati (Quatuors n°1 et 2)[10]
- Gottfried von Einem (Quatuor n°1)[10]
- Wolfgang Rihm (quatuor n°4 et "Requiem for Thomas")[10]
- Alfred Schnittke (quatuor n°4)
- Zbigniew Bargielski ("Les temps ardents")
- Luciano Berio ("Notturno")[10]
- Kurt Schwertsik ( "Au revoir Satie").

## Citation
« Je ne m'explique pas comment quatre personnes parviennent à s'entendre ainsi depuis plus de trente ans. Et je ne parle pas de l'extraordinaire qualité de leur jeu et de leur prodigieuse énergie. Fasse le ciel que le Quatuor Alban Berg continue de réaliser l'impossible. » Alfred Brendel en novembre 2000 à l'occasion du 30e anniversaire de l'ensemble viennois.